# Dactylomys peruanus
Dactylomys peruanus es una especie de roedor de la familia Echimyidae.

## Distribución geográfica
Se encuentra en Bolivia y Perú.

## Hábitat
Su hábitat natural son: zonas subtropicales o tropicales húmedas de tierras  de baja  altitud bosques.